# Elemento transuranico
Un elemento transuranico (dal latino « al di là dell'uranio ») è quell'elemento chimico con numero atomico maggiore di 92. 
Sono detti inoltre "superpesanti" alcuni elementi artificiali stabili con numero atomico superiore a 103, detti anche transattinoidi.

## Generalità
Gli elementi con numero atomico da 1 a 92 (tranne poche eccezioni) si trovano abbastanza facilmente in natura, essendo stabili o avendo isotopi con tempi di decadimento relativamente lunghi.
Gli elementi con numero atomico superiore non esistono naturalmente (tranne plutonio e nettunio che derivano dal decadimento beta 239U → 239Np → 239Pu).
Essi sono dunque osservati dopo sintesi artificiale. Lo studio e la sintesi di questi elementi è stato effettuato da vari gruppi, fra cui quelli di Glenn Theodore Seaborg e Edwin Mattison McMillan presso l'Università della California - Berkeley, della Gesellschaft für Schwerionenforschung di Darmstadt, del Flerov Laboratory of Nuclear Reactions diretto da Jurij Colakovič Oganesian presso l'Istituto unito per la ricerca nucleare di Dubna, ed altri.

## L'origine della radioattività

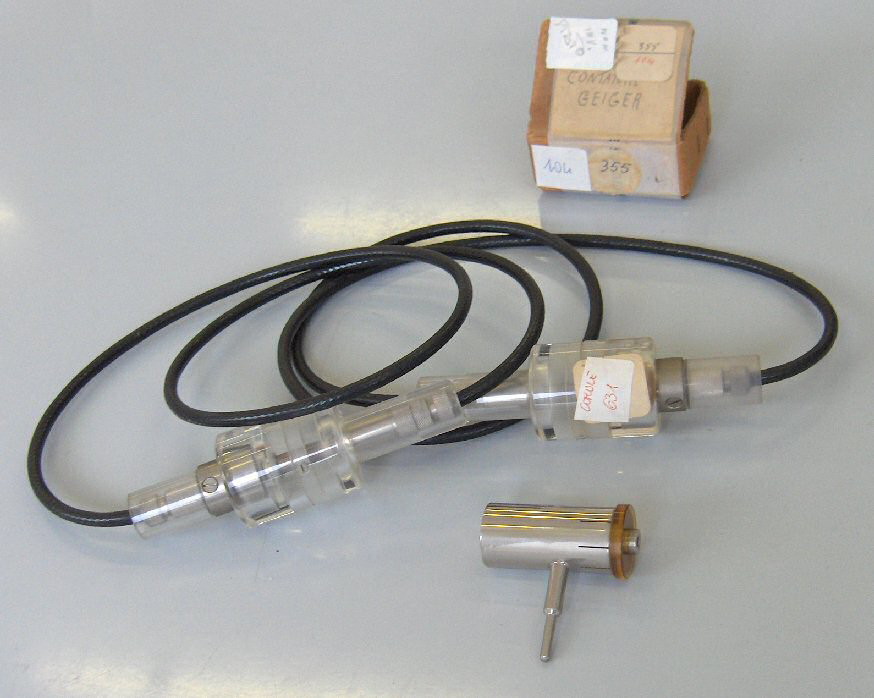
Contatore Geiger

Dentro il nucleo atomico sono in atto due forze contrapposte: l'interazione nucleare forte, che lega tra di loro i nucleoni, e la repulsione elettrostatica, che costringe i protoni a respingersi reciprocamente, essendo tutti positivi, perché cariche dello stesso tipo si respingono. Siccome quest'ultima forza ha raggio d'azione infinito, pur decrescendo d'intensità al crescere del quadrato della distanza relativa, mentre la forza nucleare forte ha raggio d'azione pari a circa un diametro protonico (si dice che è un'interazione a soglia), i protoni possono legare a sé solo quelli più vicini, mentre subiscono la repulsione di tutti gli altri, anche dei più lontani. Se il nucleo è piccolo non sorgono problemi ma, se esso diventa troppo grande, la repulsione dei protoni lontani predomina sull'attrazione di quelli vicini, e il nucleo diventa instabile. È così che nascono i radioisotopi, cioè i nuclidi che decadono emettendo radiazione, e trasformandosi in altri. È questa l'origine della radioattività naturale.
Un nucleo che ha troppi protoni finisce infatti per liberarsene, emettendone alcuni e decadendo secondo modalità alfa o beta. È per questo che nel nucleo sono presenti i neutroni: essi sono nucleoni e contribuiscono ad attrarre i protoni, ma non hanno carica elettrica, e quindi non li respingono. Anzi, allontanando tra di loro i protoni, riducono la repulsione elettrostatica, e contribuiscono a rendere il nucleo complessivamente più stabile.

## Fissione spontanea
Però, al di sopra di un certo numero di nucleoni, il nucleo atomico non riesce più a mantenersi stabile neppure con l'aiuto dei neutroni, e perciò gli elementi naturali più pesanti non hanno isotopi stabili. L'ultimo elemento che riesce ad averne almeno uno è il piombo, che nel nucleo ha 82 protoni. Al di sopra, tutti i possibili isotopi degli elementi sono instabili, anche se magari hanno una vita media di miliardi di anni, come l'uranio 238, e sopravvivono perciò fin dai tempi della nucleosintesi primordiale nel Big Bang. Sono questi i cosiddetti « nuclidi primordiali ». Ma da un certo punto in poi, a partire dal Californio con 98 protoni, il nucleo non cerca più la stabilità emettendo pochi nucleoni, ma addirittura spaccandosi in due. È la cosiddetta fissione spontanea. Nell'uranio la fissione va provocata, ma negli elementi transuranici può avvenire spontaneamente. È proprio questa, che impedisce ai nuclei atomici di diventare troppo grossi: se ci sono più di 105 protoni nel nucleo, il tempo di dimezzamento diventa dell'ordine di pochi secondi, se non di frazioni di secondo, a causa della fissione spontanea, e nelle reazioni nucleari i nuclidi troppo grossi non potranno mai neppure nascere.

## L'ipotesi dei superpesanti
Si congettura tuttavia che possano esistere elementi stabili ad alto numero di massa, poiché la vita media per fissione spontanea decresce al crescere del quadrato del numero atomico, essendo legata alla repulsione elettrostatica. In corrispondenza della chiusura del guscio nucleare con 114 protoni e 184 neutroni (uno dei cosiddetti nuclidi doppi magici) dovrebbe perciò ricomparire un nuclide stabile. Si è cercato di produrre questa specie di gigante bombardando dei transuranici con nuclei di zolfo o calcio, nella speranza che lo stato composto si liberasse di pochi nucleoni e restituisse un superpesante, o, addirittura, facendo scontrare due nuclei di uranio 238, così da originare un aggregato nucleonico terribilmente pesante ed instabile che, attraverso qualche canale di decadimento, portasse ad un superpesante.
Oggi vengono catalogati come superpesanti i seguenti elementi: darmstadtio, roentgenio, copernicio, nihonio, flerovio, moscovio, livermorio, tennesso ed oganesson, di recente sintesi.

## Elementi sintetici
Gli elementi sintetici sono quelli che non sono presenti naturalmente sulla Terra e che possono essere ottenuti solo artificialmente. Si tratta degli elementi con numero atomico dal 99 in poi. Nessun elemento sintetico possiede isotopi stabili, ma non tutti gli elementi senza isotopi stabili sono sintetici: ad esempio uranio e torio, di cui esistono numerose miniere.
Vi è poi un gruppo di elementi che, pur non essendo elementi sintetici, sono prima stati scoperti tramite sintesi e poi in seguito trovati anche in natura.
Il primo elemento ottenuto per sintesi fu il tecnezio, nel 1937. Questo elemento, pur avendo un numero atomico basso (43), non possiede isotopi stabili e per questo motivo non era stato mai osservato in natura. Tuttavia non si può parlare di vero e proprio elemento sintetico dato che in seguito furono scoperte in natura tracce dell'isotopo 98Tc come prodotto della fissione spontanea dell'uranio 238 o cattura di un neutrone e successivo decadimento beta da parte del molibdeno 97.